# René Makondele
René Muzola Makondele, född 20 april 1982 i Kinshasa, är en kongolesisk fotbollsspelare som spelar för Stensätra IF.

## Karriär
Moderklubben heter Kinshasa City Star och han har tidigare spelat för Gefle IF, Djurgårdens IF; i båda klubbarna periodvis tillsammans med landsmannen Yannick Bapupa. Makondele lämnade GIF för Helsingborgs IF i augusti 2007, där han gjorde succé i debutmatchen med lagets mål i 1-4-förlusten mot Djurgårdens IF. 2010 valde Rene att gå till BK Häcken. 
Inför säsongen 2017 valde Makondele att återvända till Gefle IF efter 10 år i andra allsvenska klubbar. I december 2019 gick Makondele till division 4-klubben Stensätra IF.

## Meriter
- SM-guld 2002, 2003 (Djurgårdens IF)
- Svenskt Cup-guld 2002, 2004 (Djurgårdens IF) samt 2016 (BK Häcken)
- Svenska Cupen-finalist 2006 (Gefle IF)

## Statistik: seriematcher / mål
- 2012:  1 / 0
- 2011: 29 / 8
- 2010: 19 / 1, varav 7 / 0 i HIF (omgång 1-18) och 12 / 1 i BK Häcken
- 2009: 29 / 6
- 2008: 29 / 9
- 2007: 22 / 5, varav 17 / 2 i Gefle (omgång 1-18) och 5 / 3 i HIF
- 2006: 24 / 8
- 2005: 20 / 2
- 2004: 15 / 1
- 2003: 24 / 3
- 2002: 5 / 1